# Park Jung-yang
Park Jung-yang (coreia:박중양, hanja:朴重陽, 3 de maio de 1872 - 23 de abril de 1959) foi autoridades, políticos da coreano dinastia Joseon. consciência de grupo pró-japonês políticos de Coreia. apelido era Haeak(해악;海岳). Park nasceu em Yangju, na província de Gyeonggi, de uma família yangban do clã Bannam Park.

## Cronologia
- 1906 governador de Daegu, governador de Gyeongsang do Norte
- 1907 governador de Pyungan do Sul, Pyungan do Norte
- 1908 governador de Gyeongsang do Norte.[1]
- 1910 - 1912 governador de Chungcheong do Sul
- 1921 - 1923 governador de Hwanghae
- 1923 - 1925 governador de Chungcheong do Norte[2]
- 1926 - 1928 governador de Hwanghae.

## Página Principal
- Park Jung-yang (em coreano)
- Park Jung-yang (em coreano)
- Park Jung-yang (em coreano)